# Giovanni Tarditi
Giovanni Tarditi (soms ook: Giovane Tarditi)  (Acqui Terme, regio Piëmont, 10 maart 1857 – Rome, 19 september 1935) was een Italiaans componist en dirigent.

## Biografie
Tarditi studeerde compositie onder andere bij Terdulo Mabellini in Florence. Hij was kapelmeester van het militaire orkest van het 12e, 37e, 78e en 80e Infanterie-Regiment. Onder zijn leiding zijn deze orkesten bij concertreizen in Europa en in de Verenigde Staten met veel succes opgetreden en werden erg populair. In 1927 werd hij dirigent van de 1e Granatieri di Sardegna in Rome. 
Tarditi schreef rond 400 composities, vooral werken voor harmonieorkest en 19 operettes. 

## Composities

### Werken voor orkest
- Barcarola, voor piano, twee violen, twee fluiten, hobo, cello, mandoline, gitaar, clarino (clarin-trompet) en harmonium

### Werken voor harmonieorkest
- Andalusa Incantatrice
- La battaglia di San Martino, poema sinfonico per banda (symfonisch gedicht voor harmonieorkest)
  1. Introduzione e squillo di tromba
  2. Morale elevato delle truppe
  3. Sentimento, animazione, speranza
  4. Va' fuori d'Italia
  5. Canti nazionali
  6. Ritirata
  7. Si fa notte (Tramonto rosso)
  8. Silenzio Cavalleria
  9. Silenzio Fanteria
  10. Meditazione e preghiera
  11. Riposo, le truppe dormono
  12. L'usignolo, canto degli uccelli
  13. Aurora (San Giovanni)
  14. Sveglia Fanteria
  15. Sveglia Cavalleria
  16. Canti dei soldati, squilli d'attenti
  17. Fanfara reale, arriva il Re
  18. Gli Alleati a rapporto
  19. Adunata, avanti
  20. Le truppe in marcia
  21. Sorprese e colpi di cannone
  22. Chi va la? Stendetevi, fuoco
  23. Scaramucce
  24. Va' fuori d'Italia
  25. Combattimento animato
  26. I Bersaglieri incalzano
  27. Savoja
  28. Alla baionetta
  29. Vittoria, cessate il fuoco
  30. n pianto ai gloriosi caduti
  31. Adunata, di corsa
  32. I canti della Patria, Inno di Mameli, Reale, di Garibaldi
- I Baci Degli Angeli, wals
- Tutta Grazia Mazurka

### Toneelwerken

#### Operettes
- 1897 Monte Carlo - première: 1 maart 1897, Genua
- 1925 L'isola degli antropofagi  - première: 1 juni 1925, Rome

### Werken voor piano
- Spartito a stampa di Principessa Mafalda, op. 380

### Werken voor mandoline-orkest
- Danza orientale
- Franco-Italiana
- Incantesimo, mazurka
- Minuetto-Mirafiori
- Serenata alla Luna
- Sorriso affascinante, mazurka
- Sorriso d'amore